# Мозкове (Охтирський район)
Мозко́ве —  село в Україні, у Боромлянській громаді Охтирського району Сумської області. Населення становить 13 осіб. До 2017 орган місцевого самоврядування — Боромлянська сільська рада.

## Географія
Село Мозкове знаходиться на одному з витоків річки Боромля, нижче за течією на відстані 5 км розташоване село Боромля. На річці кілька загат. Поруч проходить автомобільна дорога Н12.
Поблизу села знаходиться об'єкт природно-заповідного фонду - ентомологічний заказник місцевого значення Боромлянський.

## Історія
12 червня 2020 року, відповідно до розпорядження Кабінету Міністрів України № 723-р «Про визначення адміністративних центрів та затвердження територій територіальних громад Сумської області», село увійшло до складу Боромлянської сільської громади.
19 липня 2020 року, в результаті адміністративно-територіальної реформи та ліквідації Тростянецького району, громада увійшла до складу новоутвореного Охтирського району.

## Населення

### Мова
Розподіл населення за рідною мовою за даними перепису 2001 року:
| Мова       | Кількість | Відсоток |
| ---------- | --------- | -------- |
| українська | 11        | 84.62%   |
| російська  | 2         | 15.38%   |
| Усього     | 13        | 100%     |